# Каору Кадохара
Каору Кадохара (јап. 門原 かおる; 25. мај 1970) бивша је јапанска фудбалерка.

## Репрезентација
За репрезентацију Јапана дебитовала је 1993. године. Са репрезентацијом Јапана наступала је на Олимпијским играма (1996) и на Светском првенству (1995). За тај тим одиграла је 12 утакмица и постигла је 1 гол.

## Статистика
| Јапан  | Јапан | Јапан |
| Год.   | Ута.  | Гол.  |
| ------ | ----- | ----- |
| 1993   | 4     | 1     |
| 1994   | 2     | 0     |
| 1995   | 2     | 0     |
| 1996   | 4     | 0     |
| Укупно | 12    | 1     |